# ローヤル・フラッシュ
『ローヤル・フラッシュ』（Royal Flash）は、1975年のイギリスの冒険コメディ映画。
ジョージ・マクドナルド・フレイザーの小説「フラッシュマン・シリーズ」をフレイザーが自ら脚色し、リチャード・レスター監督が映画化した作品で、出演はマルコム・マクダウェル、アラン・ベイツ、オリヴァー・リード、ローラ・モンテスなど。
不真面目な将校ハリー・フラッシュマンの冒険を描いている。

## ストーリー
19世紀半ば、女好きで卑怯な小心者のイギリス軍人ハリー・フラッシュマン大尉はアフガン戦争で偶然英雄となり、社交界で大人気となる。
ある夜、ハリーはとある売春宿にいると、警察の手入れを受ける。慌てて逃げ出したハリーは1台の馬車に逃げ込むが、それはドイツの政治家オットー・フォン・ビスマルクの馬車であった。ビスマルクはハリーを警察に突きだそうとするが、危ういところを一緒にいた有名なスペインの踊り子ローラ・モンテスに救われる。
これをきっかけに、ハリーはローラの情夫となるが、彼女は性欲が強すぎたため、ハリーはやがて彼女にうんざりするようになる。その矢先、ローラはライバル女優と決闘騒ぎを起こして国外追放になってしまう。
5年後、ハリーにバイエルン王国から招待状が届く。ハリーが喜んでバイエルンへ向かうと、そこにはローラがいた。彼女はイギリスを追放された後、ヨーロッパ各地を放浪した末、現在はバイエルン国王の愛人となっていたのだ。
ハリーはここでも女性に手を出して、風紀紊乱で去勢されそうになる。そこへ突如現れたシュテルンベルクという騎士に救われるが、それはビスマルクが裏で仕組んだ罠だった。
ストラケンツ領のイルマ女公爵とオルデンブルグのカール・マグナス皇太子との結婚式が迫っていたのだが、皇太子は性病の治療中で式の日までには間に合わない。そこで、偶然にもハリーが皇太子とうり二つなことから、彼はその替え玉としてイルマと結婚させられることに。
しかし、皇太子の幼なじみのエリックに正体を見破られたうえ、ビスマルクの放った刺客に殺されそうになる。ハリーは、ここで初めてビスマルクの陰謀に気付く。ビスマルクはハリーと皇太子を殺し、ストラケンツ領をドイツに併合しようと目論んでいたのだ。

## キャスト
| 役名                                    | 俳優                     | 日本語吹替                                                                       |
| 役名                                    | 俳優                     | TBS版                                                                            |
| --------------------------------------- | ------------------------ | -------------------------------------------------------------------------------- |
| ハリー・フラッシュマン大尉 カール皇太子 | マルコム・マクダウェル   | 富山敬                                                                           |
| ルディ・フォン・シュテルンベルク        | アラン・ベイツ           | 日高晤郎                                                                         |
| オットー・フォン・ビスマルク            | オリヴァー・リード       | 石田太郎                                                                         |
| ローラ・モンテス                        | フロリンダ・ボルカン     | 沢田敏子                                                                         |
| イルマ                                  | ブリット・エクランド     | 松金よね子                                                                       |
| デ・コーテ                              | トム・ベル               | 筈見純                                                                           |
| エリック・ハンセン                      | クリストファー・カザノフ | 野島昭生                                                                         |
| 不明 その他                             |                          | 上田敏也 千葉順二 石森達幸 石井敏郎 桜本昌弘 亀井三郎 山田栄子 片岡富枝 原えおり |
|                                         |                          |                                                                                  |
| 演出                                    | 演出                     | 田島荘三                                                                         |
| 翻訳                                    | 翻訳                     | 山田実                                                                           |
| 効果                                    |                          |                                                                                  |
| 調整                                    | 調整                     | 近藤勝之                                                                         |
| 制作                                    | 制作                     | コスモプロモーション                                                             |
| 解説                                    | 解説                     | 荻昌弘                                                                           |
| 初回放送                                | 初回放送                 | 1981年7月27日 『月曜ロードショー』                                               |